# 3123 Dunham
3123 Dunham este un asteroid din centura principală, descoperit pe 30 august 1981 de Edward Bowell.